# 沖縄県道77号糸満与那原線
沖縄県道77号糸満与那原線（おきなわけんどう77ごう いとまんよなばるせん・主要地方道糸満与那原線）は沖縄県糸満市糸満と中頭郡西原町東崎とを結ぶ主要地方道。

## 概要

### 区間
- 起点：糸満市字糸満（国道331号（沖縄西海岸道路糸満道路））
- 終点：中頭郡西原町字東崎（国道329号与那原バイパス）
- 総延長：17.8km
- 実延長：16.1km（2009年）

### 通過自治体
- 糸満市－島尻郡八重瀬町－南城市－島尻郡与那原町－中頭郡西原町

### 交差する路線
- 国道331号（糸満市糸満（糸満道路糸満高架橋下）、与那原町与那原交差点・東浜入口交差点）
- 沖縄県道256号豊見城糸満線（糸満市糸満 - 糸満ロータリー）　糸満道路開通前の旧国道331号
- 沖縄県道54号線（糸満市照屋）　公式などには「糸満市糸満」となっているが厳密には照屋（旧道が糸満だったため）。
- 沖縄県道250号糸満具志頭線（糸満市照屋）
- 沖縄県道7号奥武山米須線（糸満市照屋高嶺入口交差点）
- 沖縄県道52号線（糸満市与座）
- 沖縄県道134号線（八重瀬町志多伯）
- 国道507号（八重瀬町東風平）
- 沖縄県道48号線（南城市大里稲嶺十字路）
- 沖縄県道86号南風原知念線（南城市大里仲間）
  - 南部東道路（通過のみ・予定）
- 国道329号（現道・与那原町上与那原、バイパス・終点）
- 沖縄県道236号玉城那覇自転車道線（沖縄のみち自転車道（予定）、南城市大里古堅・与那原町上与那原）
- 沖縄県道240号南風原与那原線（与那原町与那原-国道329号の被重複区間内）

今後接続予定の路線
- 国道331号（糸満市真栄里、国道507号も重複、糸満市糸満 - 真栄里間は重複区間となる）
- 沖縄県道3号線（糸満市喜屋武）
- 沖縄県道223号魂魄之塔線（糸満市山城）

### 重複する路線
- 沖縄県道256号豊見城糸満線（糸満市糸満 - 糸満ロータリー）
- 沖縄県道236号玉城那覇自転車道線（南城市大里古堅 - 与那原町上与那原）
- 国道329号（与那原町上与那原 - 与那原交差点）
- 国道331号（与那原町与那原交差点 - 東浜入口交差点）

### 主要施設
- 糸満漁港（糸満市糸満）
- 糸満市消防本部（糸満市大里）
- 大里郵便局（南城市大里仲間）

かつてあった施設
- 糸満郵便局（糸満市糸満）　1977年に真栄里に新築移転（1995年に改築）、局舎は「糸満新島郵便局」として引き継がれ1980年代に現在の局舎に改築された。
- 八重瀬町役場東風平庁舎（八重瀬町東風平、旧東風平町役場）　2016年1月に具志頭の本庁舎（旧具志頭村役場）と集約するかたちで当県道および国道507号に近い東風平の中心部近くに新築移転（具志頭には出張所として規模縮小し移転）。
- 南城市役所大里庁舎（南城市大里仲間、旧大里村役場）　2018年5月に玉城富里にあった旧本庁舎（旧玉城村役場）と集約する形で佐敷新里のユインチホテル南城（旧沖縄厚生年金休暇センター）に新築移転。

かつて糸満ロータリー周辺には沖縄の地方銀行3行（琉球銀行、沖縄銀行、沖縄海邦銀行）の糸満支店があったが、2010年代後半に琉球銀行と沖縄銀行が移転し、沖縄海邦銀行も先述2行より先に県道内に移転するも2020年に西崎の西崎支店内に再移転した。

### 路線バス
起点付近に糸満バスターミナルがあるため糸満ロータリーまでは446番（那覇バス糸満営業所が国道331号と県道256号沿いにあるため）を除くすべての路線が、糸満ロータリー - 照屋・高嶺入口交差点（県道7号との交点）の区間は82番と89番（ロータリーから県道256号に出るため）を除くすべての路線（ただし107番と108番の南部循環線は照屋の県道54号交点 - 高嶺入口交差点のみ）が通るが、高嶺入口から先は通る路線が少ない。なお、与那原方面に向かう36番の糸満新里線は全区間を通っている。
（起点は県道77号起点をさす。起点と糸満ロータリーは糸満市糸満、高嶺入口は同市照屋にある）
- 34番・糸満（東風平）線（沖縄バス） 起点 - 糸満市与座
- 35番・糸満（志多伯）線（沖縄バス） 起点 - 高嶺入口・八重瀬町志多伯 - 東風平（東風平交差点付近は旧道を通る）
- 36番・糸満新里線（沖縄バス） 全線（ただし東風平交差点付近は旧道を通る、また富盛経由は糸満市与座 - 八重瀬町東風平間は除く）
- 40番・大里線（沖縄バス） 南城市大里稲嶺（大里グリータウン入口） - 仲間
- 81番・西崎向陽高校線（琉球バス交通） 起点 - 糸満ロータリー - 高嶺入口（糸満ロータリー - （西崎・潮平） - 糸満ロータリー - 高嶺入口の順で通る）
- 82番・糸満玉泉洞線（琉球バス交通） 起点 - 糸満ロータリー
- 89番・糸満（高良）線（琉球バス交通・沖縄バス共同運行） 起点 - 糸満ロータリー
- 107番・南部循環（真壁廻り）線（琉球バス交通） 起点 - 糸満ロータリー・照屋→高嶺入口[1]
- 108番・南部循環（喜屋武廻り）線（琉球バス交通） 起点 - 糸満ロータリー・高嶺入口→照屋[2]
- 200番・糸満おもろまち線（沖縄バス） 起点 - 高嶺入口・八重瀬町志多伯 - 東風平（東風平交差点付近は旧道を通る）
- 235番・志多伯おもろまち線（沖縄バス） 起点 - 高嶺入口・八重瀬町志多伯 - 東風平（東風平交差点付近は旧道を通る）
- 309番・大里結の街線（沖縄バス） 南城市大里稲嶺（大里グリータウン入口） - 仲間
- 334番・国立劇場おきなわ線（沖縄バス） 起点 - 糸満市与座
- 335番・志多伯パルコシティー線（沖縄バス） 起点 - 高嶺入口・八重瀬町志多伯 - 東風平（東風平交差点付近は旧道を通る）
- 446番・那覇糸満線（那覇バス） 糸満ロータリー - 高嶺入口
- 南城市コミュニティバス（Nバス）
  - Cルート（玉城・大里一周線）　南城市大里稲嶺（八重瀬町との市町境） - 嶺井（C1が稲嶺→嶺井、C2がその逆、大里中学校前で一部旧道を通る）
  - Gルート（向陽高校（大里経由）線）　南城市大里嶺井→稲嶺（八重瀬町との市町境）

## 歴史
- 1953年 以下の区間が軍道・政府道に指定される。
  - 軍道13号線 与那原町与那原 - 金武村（現金武町）屋嘉、宜野座村潟原 - 久志村（現名護市）辺野古
  - 琉球政府道13号線 糸満町（現糸満市糸満） - 与那原町上与那原、金武村（現金武町）屋嘉 - 国頭村奥
（うち高嶺入口 - 与座、屋嘉 - 潟原はのちに軍営繕道区間となる）
  - 琉球政府道139号（与那原港）線 与那原町港区 - 与那原港
- 1972年5月 本土復帰と同時に軍道・政府道が以下の国道・県道となる。
  - 軍道13号線全区間・政府道13号線（屋嘉 - 潟原・辺野古 - 二見） 国道329号
  - 政府道13号線（糸満 - 与那原） 沖縄県道13号線→1976年に沖縄県道77号糸満与那原線として主要地方道に昇格
  - 政府道13号線（潟原 - 辺野古） 沖縄県道13号線
  - 政府道13号線（二見 - 奥） 沖縄県道70号名護国頭線（主要地方道）→1993年に二見 - 平良は国道331号に昇格、平良 - 奥は沖縄県道70号国頭東線に改称
  - 政府道139号線全区間　沖縄県道139号線
- 1976年 県道13号線のうち糸満市糸満 - 与那原町与那原の南部区間を現路線名として主要地方道に昇格した。
- 2006年 埋立地である与那原町東浜 - 西原町東崎間のバイパスが部分開通（これにより実質、終点が西原町東崎まで延長された）
- 2007年 県道139号線の区間が当路線のバイパスに編入されることになったため、県道139号線が廃止され当路線に正式に編入される。
- 2010年代に糸満市照屋高嶺入口交差点付近と八重瀬町東風平にそれぞれ短絡のバイパスが開通し、高嶺入口交差点と東風平（北）交差点は完全な十字路となった（後者は国道507号との重複も解消）。

## 備考
- 1976年に糸満与那原線として主要地方道に指定されて以来長らく糸満市糸満（旧糸満市役所前）から与那原町与那原（上与那原交差点）までの区間で文字通り糸満市から与那原町までだったが、2000年代に与那原町と西原町で進められていた埋め立て事業（中城湾港マリンタウンプロジェクト）で2006年に同埋め立て地にバイパスが開通し、終点が西原町まで延長された（バイパス区間内の一部通っていた県道139号線は2007年に廃止）。
- バイパス開通後に西原町へ延長後も公式には終点は与那原町となっていたが、その後西原町に修正された。しかし延長に伴う路線名の変更の予定は今のところない。
- 一方、起点である糸満市側も長らく糸満ロータリーから西は糸満漁港や糸満バスターミナル方面（後者のバスターミナル前の道路は前者の漁港前から繋がっているがそちらは県道ではない）だったが、旧国道である県道256号線の名城方面（南行き）と一部重複した後、従来の市道を拡幅したうえで現在の国道331号（糸満道路）高架橋下（高瀬緑地公園前）に接続（2022年にラウンドアバウト交差点化され、当県道では糸満ロータリーとともにラウンドアバウト交差点を2度も通過することになる）。
- 国道331号に接続後は同国道と重複し糸満市役所などがある潮崎町を通り、真栄里から再び分かれほぼ海岸線に沿う形で名城ビーチ、喜屋武岬などを通り、平和創造の森公園前の県道223号に接続するルートが計画されている（県道223号に接続する僅かなの区間は現在市道であるため延長されればこの区間のみ県道に昇格する）。このルートでは「平和の道線」として計画されており、後に当県道を延長する形で組み込まれた。全線開通されれば沖縄本島最南端を通る新たな観光道路となり、東シナ海と太平洋の2つの海を続けて見ることができる。その場合、起点は現在の糸満市糸満から県道223号の起点となる糸満市山城に変更される見込み。県道223号（魂魄之塔線）が一般県道であるため、同県道が交わる米須の国道331号との交差点までそのまま延長し、県道223号を重複もしくは廃止するかどうか未定。